# Team Clan
Team Clan är en bowlingklubb från Nässjö som spelar i Elitserien. Klubben hör till sverigeeliten med SM-silver 2014, 2015, 2017, 2018, 2019 och SM-guld 2016.